# Acheux-en-Vimeu
Acheux-en-Vimeu – miejscowość i gmina we Francji, w regionie Hauts-de-France, w departamencie Somma.
Według danych na rok 2011 gminę zamieszkiwały 524 osoby, a gęstość zaludnienia wynosiła 42 osoby/km² (wśród 2293 gmin Pikardii Acheux-en-Vimeu plasuje się na 515. miejscu pod względem liczby ludności, natomiast pod względem powierzchni na miejscu 313.).